# Генеральні вантажі

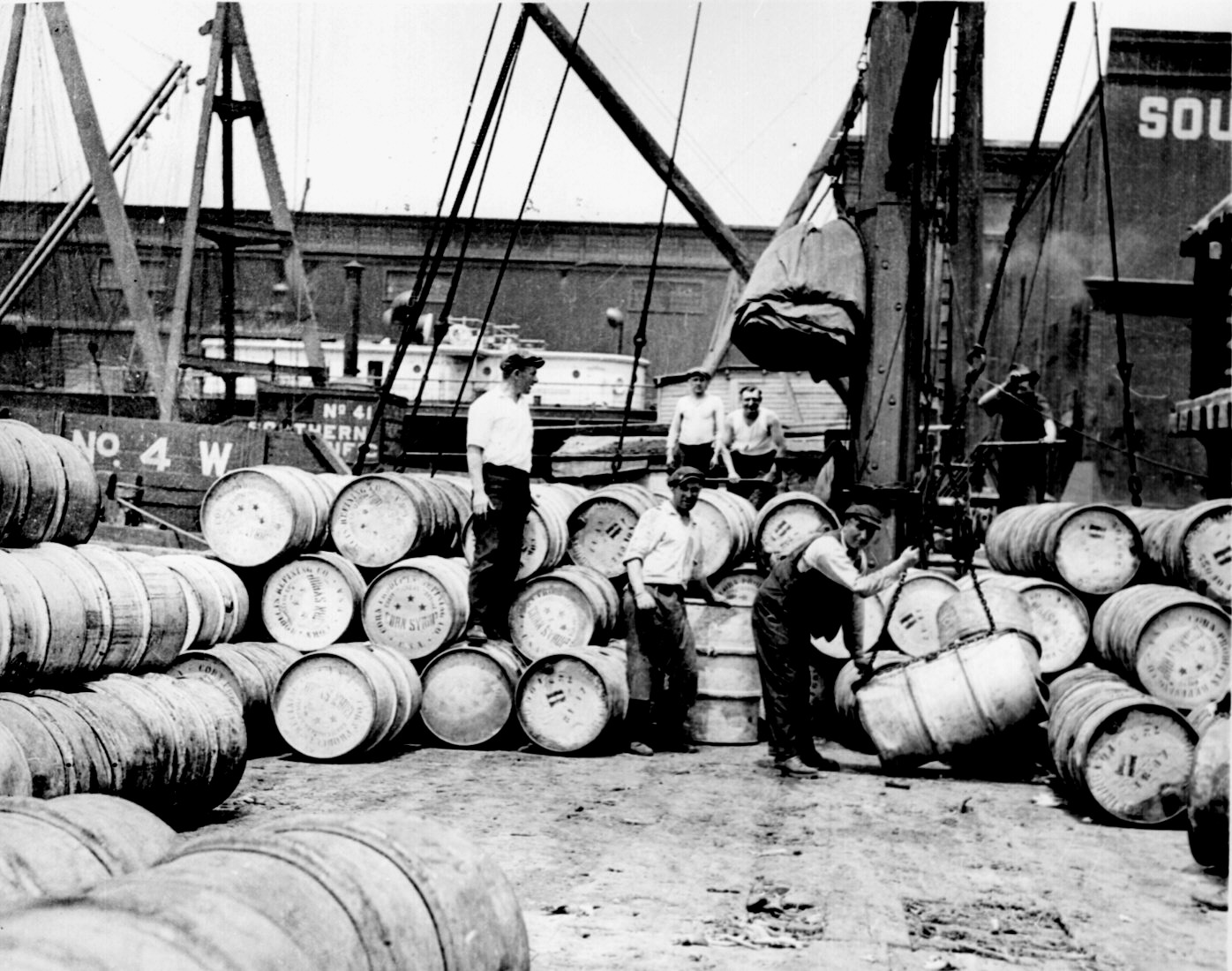
Робочі стивідорної компанії завантажують бочки на баржу на причалі на річці Гудзон (1912).

Генеральні вантажі — (англ. general cargo) — поштучний вантаж, товар (продукція), який перевозиться в пакуванні.
Як пакування можуть використовуватись ящики, мішки, бочки, біг-беги, контейнери, тюки, пакети та інші види пакування вантажу. Перевезення генеральних вантажів на відміну від вантажу, який перевозиться «без пакування»: наливом (нафта та інші рідини), навалом або насипом (зерно, руда, вугілля) — потребує підготовки до подальшого перевезення прямим чи змішаним сполученням: морським, річковим, залізничним, автомобільним та авіаційним транспортом і особливого ставлення з боку перевізника. Дуже часто генеральні вантажі перевозяться збірними партіями. В цьому випадку складається вантажний список.
До генеральних вантажів можуть належати такі види товарів (продукції):
- Різноманітна металопродукція (арматура, металічні чушки, злитки, металопрокат, металева стрічка, брухт, дріт та інша);
- Рухома техніка (самохідна та несамохідна на колісному чи гусеничному ходу);
- Залізобетонні вироби та конструкції;
- Контейнери;
- Вантаж у транспортних пакетах;
- Поштучний вантаж в пакуванні (наприклад, в ящиках різного розміру та виготовлених із різноманітних матеріалів);
- Великогабаритні й великовагові вантажі;
- Різноманітні види лісоматеріалів (дошки, пиломатеріали, фанера тощо)
- Цемент, руди кольорових металів та концентрати в біг-бегах
- Різноманітні вантажі в бочках, на барабанах, у кошиках, так звані катно-бочкові вантажі.